# Гамільтон (Індіана)
Гамільтон (англ. Hamilton) — місто (англ. town) в США, в округах Стойбен і Декальб штату Індіана. Населення — 1529 осіб (2020).

## Географія
Гамільтон розташований за координатами 41°32′28″ пн. ш. 84°55′20″ зх. д. / 41.54111° пн. ш. 84.92222° зх. д. (41.541146, -84.922281).  За даними Бюро перепису населення США в 2010 році місто мало площу 8,16 км², з яких 6,20 км² — суходіл та 1,96 км² — водойми.

## Демографія
Згідно з переписом 2010 року, у місті мешкали 1532 особи в 684 домогосподарствах у складі 445 родин. Густота населення становила 188 осіб/км².  Було 1165 помешкань (143/км²).
Расовий склад населення:
| - 98,4 % — білих - 0,3 % — чорних або афроамериканців - 0,3 % — азіатів - 0,2 % — корінних американців |

До двох чи більше рас належало 0,8 %. Частка іспаномовних становила 1,1 % від усіх жителів.
За віковим діапазоном населення розподілялося таким чином: 19,8 % — особи молодші 18 років, 60,9 % — особи у віці 18—64 років, 19,3 % — особи у віці 65 років та старші. Медіана віку мешканця становила 47,2 року. На 100 осіб жіночої статі у місті припадало 96,2 чоловіків;  на 100 жінок у віці від 18 років та старших — 94,3 чоловіків також старших 18 років.
Середній дохід на одне домашнє господарство  становив 65 129 доларів США (медіана — 48 558), а середній дохід на одну сім'ю — 75 929 доларів (медіана — 55 625). Медіана доходів становила 47 969 доларів для чоловіків та 35 650 доларів для жінок. За межею бідності перебувало 11,5 % осіб, у тому числі 11,8 % дітей у віці до 18 років та 12,4 % осіб у віці 65 років та старших.
Цивільне працевлаштоване населення становило 750 осіб. Основні галузі зайнятості: виробництво — 32,7 %, роздрібна торгівля — 13,5 %, освіта, охорона здоров'я та соціальна допомога — 12,8 %.